# Bărăganu
Bărăganu (/bə.rə.'ga.nu/) là một xã ở hạt Constanţa, România. Xã này có 2 làng:
- Bărăganu (tên lịch sử: Osmanfacâ, tiếng Thổ Nhĩ Kỳ: Osmanfakı) - được đặt tên theo the Bărăgan Plain
- Lanurile (tên lịch sử: Ebechioi, tiếng Thổ Nhĩ Kỳ: Ebeköyü)